# Stanley Weston
Stanley Bertram Weston (Kings Norton, 16 maggio 1923 – Dudley, 19 gennaio 2000) è stato un cestista britannico.
Era il fratello di Harry Weston.

## Carriera
Ha disputato le olimpiadi del 1948, a Londra, giocando cinque partite.